# Nederlands kampioenschap schaken
De Koninklijke Nederlandse Schaakbond organiseert jaarlijks het Nederlands kampioenschap schaken algemeen en voor dames. Analoog aan dat er wel vrouwenschaak maar geen herenschaak is, is er geen herenkampioenschap, maar ('algemeen', 'open' of 'genderneutraal') Nederlands kampioenschap. Aan het algemeen kampioenschap mogen ook vrouwen meedoen, als ze zich daarvoor weten te plaatsen. In de praktijk gebeurt dat zelden.

## Geschiedenis

### Officieus Nederlands kampioenschap schaken (1873-1908)

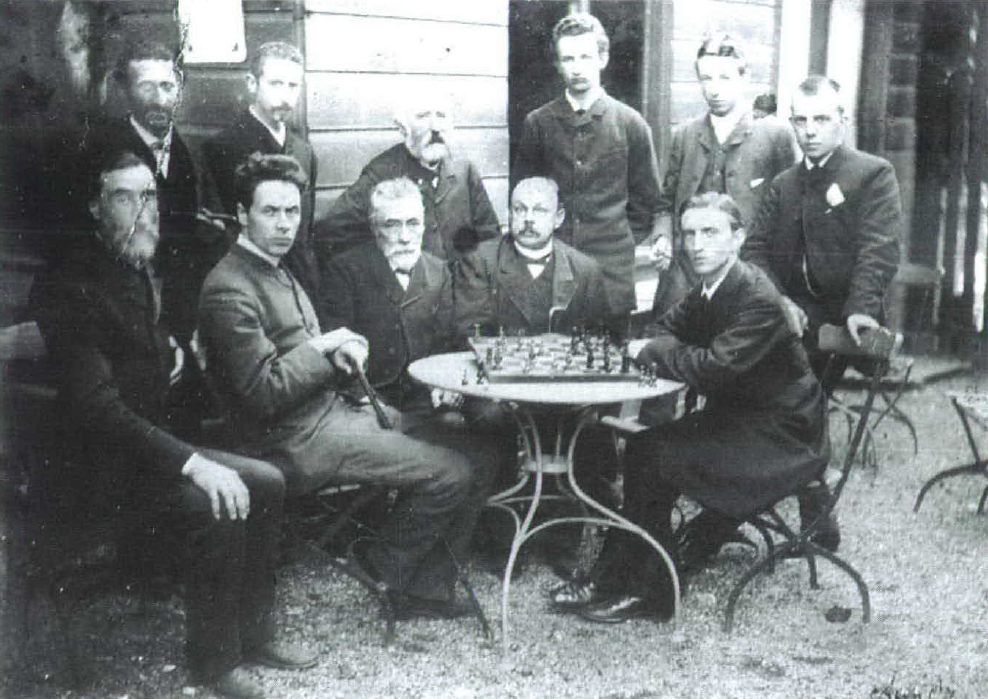
De wedstrijd van de Nederlandsche Schaakbond in 1887. Staand v.l.n.r.: Benima, Süssholz, Veraart, Tresling, Olland, Arnold van Foreest. Zittend v.l.n.r.: Pinedo, Loman, Tinholt, Kothe, Dirk van Foreest.

De Nederlandse Schaakbond was in 1873 opgericht met als primair doel jaarlijks een nationale wedstrijd te houden. Deze wedstrijden werden tot en met 1908 gehouden. Sinds de invoering van het algemeen Nederlands kampioenschap in 1909, worden de nationale wedstrijden tot 1908 'officieuze Nederlandse kampioenschappen' genoemd. Deze waren representatief voor het Nederlandse schaken tegen het einde van de 19e eeuw.
De winnaars van de officieuze Nederlandse kampioenschappen tussen 1873 en 1908 staan in onderstaande lijst:
| Jaar | Plaats       | Goud                           | Zilver                                                             | Brons                                                              |
| ---- | ------------ | ------------------------------ | ------------------------------------------------------------------ | ------------------------------------------------------------------ |
| 1873 | Den Haag     | Henry Gifford                  | B.W. Blijdenstein                                                  | C.P. Hofstede de Groot                                             |
| 1874 | Amsterdam    | Adriaan de Lelie               | H.W.B. Gifford                                                     | B.W. Blijdenstein                                                  |
| 1875 | Rotterdam    | Henry Gifford                  | Charles Dupré                                                      | G.M. Stolte                                                        |
| 1876 | Gouda        | Julius de Vogel                | G. Mohr                                                            | W. Kamphuizen                                                      |
| 1877 | Den Haag     | Ansel Polak Daniels            | G.M. Stolte                                                        | C. Messemaker                                                      |
| 1878 | Amsterdam    | Maarten van 't Kruijs          | J.J. Veraart                                                       | Uden Masman                                                        |
| 1879 | Rotterdam    | Charles Dupré                  | C. Messemaker                                                      | P.W. van de Kamer                                                  |
| 1880 | Gouda        | Henry Bird                     | C. Messemaker                                                      | L. Benima en J.F. Malta                                            |
| 1881 | Den Haag     | Levi Benima                    | H. Kothe                                                           | Rudolf Loman                                                       |
| 1882 | Den Haag     | Christiaan Messemaker          | Rudolf Loman                                                       | L. Benima                                                          |
| 1883 | Rotterdam    | Levi Benima                    | Gedeelde tweede en derde prijs: Rudolf Loman en Charles Dupré      | Gedeelde tweede en derde prijs: Rudolf Loman en Charles Dupré      |
| 1884 | Gouda        | Christiaan Messemaker          | Charles Dupré                                                      | Levi Benima                                                        |
| 1885 | Den Haag     | Dirk van Foreest               | C. Messemaker                                                      | Levi Benima                                                        |
| 1886 | Utrecht      | Dirk van Foreest               | Gedeelde tweede en derde prijs: Levi Benima en Rudolf Loman        | Gedeelde tweede en derde prijs: Levi Benima en Rudolf Loman        |
| 1887 | Amsterdam    | Dirk van Foreest               | J.D. Tresling                                                      | L. Benima en Olland                                                |
| 1888 | Rotterdam    | Rudolf Loman                   | A.G. Olland                                                        | L. Benima en J.F. Heemskerk                                        |
| 1889 | Gouda        | Arnold van Foreest             | Rudolf Loman                                                       | F. van den Berg                                                    |
| 1890 | Den Haag     | Rudolf Loman                   | Arnold van Foreest                                                 | Gedeelde derde en vierde prijs: J.F. Heemskerk en J.F. Malta       |
| 1891 | Utrecht      | Rudolf Loman                   | Adolf Olland                                                       | A. van Foreest                                                     |
| 1892 | Amsterdam    | F. van den Berg                | Gedeelde tweede en derde prijs: Arnold van Foreest en Rudolf Loman | Gedeelde tweede en derde prijs: Arnold van Foreest en Rudolf Loman |
| 1893 | Groningen    | A. van Foreest en Rudolf Loman | J. Vijzelaar                                                       | Levi Benima                                                        |
| 1894 | Rotterdam    | R. Lohman                      | Adolf Olland                                                       | L. Benima en J.F. Heemskerk                                        |
| 1895 | Arnhem       | Adolf Olland                   | D. Bleijkmans                                                      | A. van Foreest                                                     |
| 1896 | Leiden       | Dirk Bleijkmans                | A. van Foreest                                                     | W. Meiners                                                         |
| 1897 | Utrecht      | Rudolf Loman                   | Gedeelde tweede en derde prijs: D. Bleijkmans, A. Olland           | Gedeelde tweede en derde prijs: D. Bleijkmans, A. Olland           |
| 1898 | Den Haag     | J.D. Tresling                  | A. Olland                                                          | A. van Foreest en Rudolf Loman                                     |
| 1899 | Amsterdam    | Henry Ernest Atkins            | Adolf Olland                                                       | D. Bleykmans, N. Mannheimer, R. Swiderski, D. Tresling             |
| 1900 | Groningen    | Gerard Oskam                   | Van Rijn                                                           | Gedeelde derde en vierde prijs: Meiners en Strick van Lintschoten  |
| 1901 | Haarlem      | Adolf Olland                   | B. Leussen                                                         | A. van Foreest                                                     |
| 1902 | Rotterdam    | Arnold van Foreest             |                                                                    |                                                                    |
| 1903 | Hilversum    | Paul Saladin Leonhardt         | Oldřich Duras                                                      | B. Leussen                                                         |
| 1904 | Leeuwarden   | Dirk Bleijkmans                |                                                                    |                                                                    |
| 1905 | Scheveningen | Frank Marshall                 | B. Leussen                                                         | Rudolf Spielmann                                                   |
| 1906 | Arnhem       | Bernard Wolff Beffie           |                                                                    |                                                                    |
| 1907 | Utrecht      | Jan Willem te Kolsté           |                                                                    |                                                                    |
| 1908 | Haarlem      | Jan F. Esser                   |                                                                    |                                                                    |

### Het algemeen Nederlands kampioenschap schaken (1909-heden)
Vanaf 1909 werden de regels aangescherpt en werd officieel van "Nederlands kampioenschap" gesproken. Het officiële kampioenschap was aanvankelijk een tweejaarlijks toernooi; vanaf 1970 werd het een jaarlijks kampioenschap. Een overzicht van de resultaten wordt door het Max Euwe Centrum gegeven.
Het algemene kampioenschap werd van 1969 t/m 1981 in Leeuwarden gespeeld onder sponsoring van Friesche Vlag en van 2001 t/m 2005 onder sponsoring van Essent. Van 2006 t/m 2008 werd in het Media Park in Hilversum gespeeld. Vanaf 2009 bestaat het toernooi uit 10 in plaats van 12 deelnemers. Het toernooi van 2020 werd vanwege het heersende coronavirus niet gespeeld. In 2021 spanden zes schakers, waaronder titelverdediger Lucas van Foreest, een kort geding aan tegen de schaakbond vanwege het vereiste coronatoegangsbewijs. De schakers verloren de rechtszaak, waarop twee van hen alsnog in het toernooi speelden. In 2021 werd tegelijkertijd voor een andere opzet gekozen, met in totaal 24 spelers in een knock-outtoernooi.
| Jaar | Plaats                        | Goud                     | Zilver                                                                                          | Brons                                                                 |  |
| ---- | ----------------------------- | ------------------------ | ----------------------------------------------------------------------------------------------- | --------------------------------------------------------------------- |  |
| 1909 | Leiden                        | Adolf Olland             | A. Speijer                                                                                      | B. Leussen                                                            |  |
| 1912 | Delft                         | Rudolf Loman             | Johannes Esser                                                                                  | Henry Baudet / J.W. te Kolsté                                         |  |
| 1913 | Amsterdam                     | Johannes Esser           | Rudolf Loman                                                                                    |                                                                       |  |
| 1919 | Den Haag                      | Max Marchand             | R.A.J. Meijer / Max Euwe                                                                        | R.A.J. Meijer / Max Euwe                                              |  |
| 1921 | Nijmegen                      | Max Euwe                 | Jacques Davidson                                                                                | Rudolf Loman / Adolf Olland                                           |  |
| 1924 | Amsterdam                     | Max Euwe                 | Jacques Davidson                                                                                | Adolf Olland                                                          |  |
| 1926 | Utrecht                       | Max Euwe                 |                                                                                                 |                                                                       |  |
| 1929 | Amsterdam                     | Max Euwe                 | Gedeelde 2e en 3e: Salo Landau en Henri Weenink                                                 | Gedeelde 2e en 3e: Salo Landau en Henri Weenink                       |  |
| 1933 | Den Haag / Leiden             | Max Euwe                 |                                                                                                 |                                                                       |  |
| 1936 | Rotterdam                     | Salo Landau              |                                                                                                 |                                                                       |  |
| 1938 | Amsterdam                     | Max Euwe                 | Nicolaas Cortlever                                                                              | Johannes van den Bosch                                                |  |
| 1939 | Nederland                     | Max Euwe                 | Salo Landau                                                                                     |                                                                       |  |
| 1942 | Den Haag                      | Max Euwe                 |                                                                                                 |                                                                       |  |
| 1948 | Amsterdam                     | Max Euwe                 | Theo van Scheltinga                                                                             |                                                                       |  |
| 1950 | Amsterdam                     | Max Euwe                 | Theo van Scheltinga                                                                             | Carel van den Berg                                                    |  |
| 1952 | Enschede                      | Max Euwe                 | Theo van Scheltinga                                                                             | Jan Hein Donner                                                       |  |
| 1954 | Amsterdam                     | J.H. Donner              | Gedeelde 2e en 3e plaats: Max Euwe en Nicolaas Gortlever                                        | Gedeelde 2e en 3e plaats: Max Euwe en Nicolaas Gortlever              |  |
| 1955 | Den Haag                      | Max Euwe                 | Jan Hein Donner                                                                                 |                                                                       |  |
| 1957 | Amsterdam                     | J.H. Donner              | Gedeelde 2e, 3e en 4e plaats: Hans Bouwmeester/ Roessel/ Van der Berg                           | Gedeelde 2e, 3e en 4e plaats: Hans Bouwmeester/ Roessel/ Van der Berg |  |
| 1958 | Amsterdam                     | J.H. Donner              | Nicolaas Cortlever                                                                              | Theo van Scheltinga                                                   |  |
| 1961 | Den Haag                      | Tan Hoan Liong           |                                                                                                 |                                                                       |  |
| 1963 | Den Haag                      | Frans Kuijpers           |                                                                                                 |                                                                       |  |
| 1965 | Den Haag / Amsterdam          | Lodewijk Prins           | Coen Zuidema                                                                                    | Frans Kuijpers Kick Langeweg                                          |  |
| 1967 | Zierikzee                     | Hans Ree                 | Hans Bouwmeester                                                                                | Eddie Scholl                                                          |  |
| 1969 | Leeuwarden                    | Hans Ree                 | Kick Langeweg                                                                                   | Jan Timman                                                            |  |
| 1970 | Leeuwarden                    | Eddie Scholl             | Coen Zuidema                                                                                    | Kick Langeweg                                                         |  |
| 1971 | Leeuwarden                    | Hans Ree                 | J.H. Donner                                                                                     | Eddie Scholl                                                          |  |
| 1972 | Leeuwarden                    | Coen Zuidema             | Jan Timman                                                                                      | Kick Langeweg                                                         |  |
| 1973 | Leeuwarden                    | Genna Sosonko            | Coen Zuidema                                                                                    | Bert Enklaar                                                          |  |
| 1974 | Leeuwarden                    | Jan Timman               | Genna Sosonko Hans Ree                                                                          | -                                                                     |  |
| 1975 | Leeuwarden                    | Jan Timman               | Hans Böhm                                                                                       | Hans Ree Rob Hartoch                                                  |  |
| 1976 | Leeuwarden                    | Jan Timman               | Hans Ree                                                                                        | J.H. Donner                                                           |  |
| 1977 | Leeuwarden                    | Viktor Kortsjnoj         | J.H. Donner Jan Timman                                                                          |                                                                       |  |
| 1978 | Leeuwarden                    | Jan Timman Genna Sosonko |                                                                                                 | J.H. Donner                                                           |  |
| 1979 | Leeuwarden                    | Gert Ligterink           | Hans Ree Jan Timman                                                                             |                                                                       |  |
| 1980 | Leeuwarden                    | Jan Timman               | Kick Langeweg John van der Wiel Hans Ree Paul van der Sterren Fred van der Vliet Gert Ligterink |                                                                       |  |
| 1981 | Leeuwarden                    | Jan Timman               | J.H. Donner                                                                                     | Hans Ree                                                              |  |
| 1982 | Amsterdam en Drachten         | Hans Ree                 | Paul van der Sterren                                                                            | Gert Ligterink                                                        |  |
| 1983 | Hilversum                     | Jan Timman               | Paul van der Sterren                                                                            | Kick Langeweg Hans Ree John van der Wiel                              |  |
| 1984 | Hilversum                     | John van der Wiel        | Hans Ree Peter Scheeren                                                                         |                                                                       |  |
| 1985 | Hilversum                     | Paul van der Sterren     | John van der Wiel                                                                               | Gert Ligterink                                                        |  |
| 1986 | Hilversum                     | John van der Wiel        | Paul van der Sterren                                                                            | Gert Ligterink Rini Kuijf                                             |  |
| 1987 | Hilversum                     | Jan Timman               | John van der Wiel Genna Sosonko                                                                 |                                                                       |  |
| 1988 | Hilversum                     | Rudy Douven              | John van der Wiel                                                                               | Rini Kuijf Paul van der Sterren Jeroen Piket                          |  |
| 1989 | Hilversum                     | Rini Kuijf               | John van der Wiel Paul van der Sterren                                                          |                                                                       |  |
| 1990 | Hilversum                     | Jeroen Piket             | Joris Brenninkmeijer                                                                            | Gert Jan de Boer Rini Kuijf                                           |  |
| 1991 | Eindhoven                     | Jeroen Piket             | John van der Wiel                                                                               | Paul van der Sterren                                                  |  |
| 1992 | Eindhoven                     | Jeroen Piket             | Genna Sosonko John van der Wiel                                                                 |                                                                       |  |
| 1993 | Eindhoven                     | Paul van der Sterren     | Roberto Cifuentes Parada John van der Wiel Friso Nijboer                                        |                                                                       |  |
| 1994 | Amsterdam                     | Jeroen Piket             | John van der Wiel                                                                               | Loek van Wely                                                         |  |
| 1995 | Amsterdam                     | Ivan Sokolov             | Jeroen Piket                                                                                    | Dimitri Reinderman                                                    |  |
| 1996 | Amsterdam                     | Jan Timman               | Ivan Sokolov                                                                                    | John van der Wiel Friso Nijboer                                       |  |
| 1997 | Rotterdam                     | Predrag Nikolić          | Jan Timman                                                                                      | Ivan Sokolov John van der Wiel                                        |  |
| 1998 | Rotterdam                     | Ivan Sokolov             | Jan Timman                                                                                      | Predrag Nikolić                                                       |  |
| 1999 | Rotterdam                     | Predrag Nikolić          | Jeroen Piket                                                                                    | Dimitri Reinderman John van der Wiel Loek van Wely                    |  |
| 2000 | Rotterdam                     | Loek van Wely            | Jeroen Piket                                                                                    | Paul van der Sterren Fritz SSS Sergej Tiviakov                        |  |
| 2001 | Leeuwarden                    | Loek van Wely            | Erik van den Doel                                                                               | Jeroen Piket Sergej Tiviakov                                          |  |
| 2002 | Leeuwarden                    | Loek van Wely            | Sergej Tiviakov                                                                                 | Ivan Sokolov                                                          |  |
| 2003 | Leeuwarden                    | Loek van Wely            | Sergej Tiviakov Daniël Stellwagen                                                               |                                                                       |  |
| 2004 | Leeuwarden                    | Loek van Wely            | Ivan Sokolov                                                                                    | Sergej Tiviakov                                                       |  |
| 2005 | Leeuwarden                    | Loek van Wely            | Daniël Stellwagen Sergej Tiviakov                                                               |                                                                       |  |
| 2006 | Hilversum                     | Sergej Tiviakov          | Ivan Sokolov                                                                                    | Friso Nijboer Loek van Wely                                           |  |
| 2007 | Hilversum                     | Sergej Tiviakov          | Daniël Stellwagen                                                                               | Ivan Sokolov Friso Nijboer Erwin l'Ami                                |  |
| 2008 | Hilversum Mediapark           | Jan Smeets               | Dimitri Reinderman Daniël Stellwagen                                                            |                                                                       |  |
| 2009 | Haaksbergen Hotel Morssinkhof | Anish Giri               | Friso Nijboer                                                                                   | Dimitri Reinderman Sipke Ernst                                        |  |
| 2010 | High Tech Campus Eindhoven    | Jan Smeets               | Anish Giri                                                                                      | Sipke Ernst                                                           |  |
| 2011 | Boxtel Sint Lucasschool       | Anish Giri               | Ivan Sokolov                                                                                    | Robin Swinkels Sipke Ernst Friso Nijboer Wouter Spoelman              |  |
| 2012 | Amsterdam Science Park        | Anish Giri               | Ivan Sokolov Erwin l'Ami                                                                        |                                                                       |  |
| 2013 | Amsterdam Science Park        | Dimitri Reinderman       | Wouter Spoelman                                                                                 | Robin van Kampen                                                      |  |
| 2014 | Amsterdam Manor Hotel         | Loek van Wely            | Sergej Tiviakov                                                                                 | Sipke Ernst Wouter Spoelman                                           |  |
| 2015 | Amsterdam Manor Hotel         | Anish Giri               | Loek van Wely                                                                                   | Robin van Kampen                                                      |  |
| 2016 | Amsterdam Tropentheater       | Jorden van Foreest       | Loek van Wely                                                                                   | Erwin l'Ami Erik van den Doel                                         |  |
| 2017 | Amsterdam Tolhuistuin         | Loek van Wely            | Sipke Ernst                                                                                     | Erik van den Doel                                                     |  |
| 2018 | Amsterdam Tolhuistuin         | Sergey Tiviakov          | Erwin l'Ami Jorden van Foreest Erik van den Doel Ivan Sokolov                                   |                                                                       |  |
| 2019 | Amsterdam Tolhuistuin         | Lucas van Foreest        | Jorden van Foreest                                                                              | Sergey Tiviakov Benjamin Bok Ivan Sokolov                             |  |
| 2020 | Geen NK Schaken               |                          |                                                                                                 |                                                                       |  |
| 2021 | Hoogeveen & Rotterdam         | Max Warmerdam            | Roeland Pruijssers                                                                              | Hing Ting Lai                                                         |  |
| 2022 | Groningen                     | Erwin l'Ami              | Robby Kevlishvili                                                                               |                                                                       |  |
| 2023 | Utrecht                       | Anish Giri               | Jorden van Foreest                                                                              |                                                                       |  |
| 2024 | Utrecht                       | Max Warmerdam            | Sergej Tiviakov                                                                                 | Benjamin Bok Ivan Sokolov                                             |  |
| 2025 | Venlo                         | Jorden van Foreest       | Loek van Wely                                                                                   | Arthur de Winter Liam Vrolijk                                         |  |

## Meervoudige kampioenen
| Meervoudige winnaars van het algemeen NK schaken | Totaal aantal keren kampioen | Jaren                                                                            |
| ------------------------------------------------ | ---------------------------- | -------------------------------------------------------------------------------- |
| Max Euwe                                         | 12                           | 1921 - 1924 - 1926 - 1929 - 1933 -1938 - 1939 - 1942 - 1948 - 1950 - 1952 - 1955 |
| Jan Timman                                       | 9                            | 1974 - 1975 - 1976 - 1978 - 1980 -1981 - 1983 - 1987 - 1996                      |
| Loek van Wely                                    | 8                            | 2000 - 2001 - 2002 - 2003 - 2004 -2005 - 2014 - 2017                             |
| Anish Giri                                       | 5                            | 2009 - 2011 - 2012 - 2015 - 2023                                                 |
| Jeroen Piket                                     | 4                            | 1990 - 1991 - 1992 - 1994                                                        |
| Hans Ree                                         | 4                            | 1967 - 1969 - 1971 - 1982                                                        |
| Sergej Tiviakov                                  | 3                            | 2006 - 2007 - 2018                                                               |
| J.H. Donner                                      | 3                            | 1954 - 1957 - 1958                                                               |
| Jan Smeets                                       | 2                            | 2008 - 2010                                                                      |
| Predrag Nikolić                                  | 2                            | 1997 - 1999                                                                      |
| Ivan Sokolov                                     | 2                            | 1995 - 1998                                                                      |
| Paul van der Sterren                             | 2                            | 1985 - 1993                                                                      |
| John van der Wiel                                | 2                            | 1984 - 1986                                                                      |
| Genna Sosonko                                    | 2                            | 1973 - 1978                                                                      |
| Max Warmerdam                                    | 2                            | 2021 - 2024                                                                      |
| Jorden van Foreest                               | 2                            | 2016 - 2025                                                                      |